# Peter Giacomuzzi
Peter Giacomuzzi (* 4. Februar 1955 in Bozen) ist ein österreichischer Schriftsteller aus Südtirol.

## Leben
Peter Giacomuzzi wuchs bis zu seinem siebten Lebensjahr bei den Großeltern in Innsbruck auf. 1962 zog er zu seinen Eltern nach Bozen.  Nach dem Abitur studierte er in Innsbruck Germanistik und Pädagogik. 1981 promovierte er mit einer Dissertation über Die Märchenbearbeitung bei Ferdinand Raimund und Carlo Gozzi. Von 1986 bis 1988 arbeitete er als österreichischer Lektor an der Fremdsprachen-Universität Tokyo (japanisch 東京外国語大学, Tōkyō gaikokugo daigaku). Nach einer zweijährigen Pause in Innsbruck kehrte er 1990 nach Japan zurück, wo er bis 2005 als ausländischer Gastprofessor an der Universität Tokyo (japanisch 東京大学 Tōkyō Daigaku) lehrte. Seit 2005 lebt er in Innsbruck und unterrichtete bis zur Pensionierung Deutsch als Fremdsprache an der Universität Innsbruck und an anderen Institutionen für Erwachsenenbildung.

## Werk
Als Schriftsteller trat er bereits in seiner Studienzeit auf, wo er an Lesungen teilnahm und in Anthologien und Zeitschriften publizierte. Sein Werk umfasst Prosa, Lyrik und Hörspiel. Seit 2012 veröffentlicht er beinahe täglich einen Kurztext in Prosa oder Lyrik über seine Accounts auf Facebook und Instagram sowie auf seiner Homepage, die als persönliches Archiv und Publikationsmedium fungiert.
2021 wurde er für den Gert-Jonke-Preis und 2024 für den Meraner Lyrikpreis nominiert.

## Auszeichnungen
- 1983: Preisträger beim 1. Harder Literaturwettbewerb
- 1985: Literaturförderpreis des Landes Tirol
- 1986: Arbeitsstipendium vom Österreichischen Bundesministerium für Unterricht, Kunst und Sport
- 2021: Nominierung für Gert-Jonke-Preis.
- 2024: Nominierung für Meraner Lyrikpreis

## Werke
- Tagebuch aus Meran und Umgebung oder: Kasernenleben. Hörspiel; fünfteilige Serie (RAI Sender Bozen Stimme: Günter Rainer) November 1983.
- alt. Hörspiel (RAI Sender Bozen; Regie: Brigitte Margesin; Sprecherin: Gretl Fröhlich) November 1997.
- mannfrau. Gangan eBook 1999, ISBN 978-3-900530-29-7; Stattegg-Ursprung: Gangan 2019, ISBN 978-3-900530-28-0
- „Nach Japan. Reiselesebuch“. Hg. Peter und Renate Giacomuzzi. Tübingen: Konkursbuch 2005, ISBN 978-3-88769-349-7
- frann. novela. Zirl: Edition Baes 2010, ISBN 978-3-9502705-3-2
- Once upon a time / Es war einmal Fukushima. Hg. Peter und Renate Giacomuzzi. Zirl: Edition Baes 2012, ISBN 978-3-9503233-5-1
- asyl asyl. Zirl: Edition Baes 2016, ISBN 978-3-9504186-6-8
- trampino. 61 face poems in fake language. Kindle direct publishing 2017, ISBN 978-1-973379-49-2
- Briefe an Mimi. Zirl: Edition Baes 2022, ISBN 978-3-9505283-0-5